# 波森号战列舰
波森号战列舰是德意志帝国海军建造的首个无畏舰船级——拿骚级战列舰的其中一艘，它在采用独特六边形布局的六座双联装炮塔中装备有十二门280毫米45倍径速射炮。该舰于1907年6月11日在基尔的日耳曼尼亚船厂开始进行龙骨架设，1908年12月13日下水，至1910年5月31日投入公海舰队服役。
波森号在第一次世界大战的大部分时间里都与其三艘姊妹舰共同服役，被广泛运用至北海，并在那里参加了数次舰队出击。这些行动在1916年5月31日至6月1日爆发的日德兰海战达到顶点，其中波森号曾于夜战中与英国的轻型部队激烈交锋。在混乱中，该舰意外撞上了小巡洋舰埃尔宾号，导致后者遭到严重破坏，并于当夜晚些时候被凿沉。
该舰同样有数次在波罗的海展开针对俄国海军的行动，其中首次是在里加湾海战期间对德国海军的进攻提供支援。它于1918年再度重返波罗的海，以援助芬兰内战中的芬兰白卫队。在战争结束时，波森号获准留在了德国，而公海舰队的大部分主力舰则被扣押至英国斯卡帕湾。至1919年，随着公海舰队在斯卡帕湾自沉，该舰代替已沉没的舰只被移交协约国。最终，它被送往荷兰的拆船商，于1922年拆解报废。

## 设计

拿骚级线条画，显示了主炮的布局

拿骚级战列舰的设计工作开始于1903年底，即英德海军造舰竞赛的背景下；当时，外国海军的战列舰已经开始装备口径越来越大的副炮，包括意大利和美国舰只的203毫米炮和英国舰只的234毫米炮，均超过了此前德国级战列舰搭载的170毫米副炮。德国设计师最初考虑为舰只配备210毫米副炮，但1904年初有关英国纳尔逊勋爵级战列舰将配备254毫米重炮的错误报道促使他们考虑建造一款更强大的舰只：由八门280毫米炮组成的“全装重型火炮”战列舰。在接下来的两年里，设计被改进成一艘体积更大的舰只，配备有十二门重炮，而此时英国已经推出了全装重型火炮战列舰——无畏号。
波森号的全长为146.1米，舷宽26.9米，有8.9米的吃水深度。它在标准载荷下的排水量为18873吨，满载排水量则为20535吨。舰只设计保留了带有十二台燃煤水管锅炉的三轴三胀式蒸汽机，而不是更为先进的蒸汽轮机。其推进系统的额定功率为28,000匹公制馬力（20,594千瓦特），最高速度为20節（37每小時），可以12節（22每小時）的速度续航8,300海里（15,400）。这种类型的推进装置是应海军元帅阿尔弗雷德·冯·提尔皮茨和海军造舰局的要求而选择的；后者曾于1905年表示“在重型军舰上使用涡轮机本身并不可取”。这个决定完全是基于成本考量：当时，帕森斯公司对蒸汽轮机拥有垄断地位，并要求每制造一台涡轮机须支付100万马克的使用费。德国企业直至1910年才开始大批量生产涡轮机。
波森号是以一种独特的六边形布局来搭载十二门280毫米45倍径速射炮。其副炮则包括十二门150毫米45倍径速射炮和十六门88毫米45倍径速射炮，它们均被安装于炮廓内。在其服役生涯的后期，两门88毫米炮被替换为具有相同口径的高角度高射炮，用于防御飞机。此外，该舰还装备有六具450毫米水下鱼雷发射管；其中舰艏、舰艉各1门，另外四门则安装在两边舷侧防鱼雷舱壁的每一端。该舰的主装甲带在中央堡垒内的厚度为300毫米，装甲甲板为80毫米。主炮塔的侧部有280毫米厚，司令塔则受到400毫米厚的钢板保护。

## 服役历史

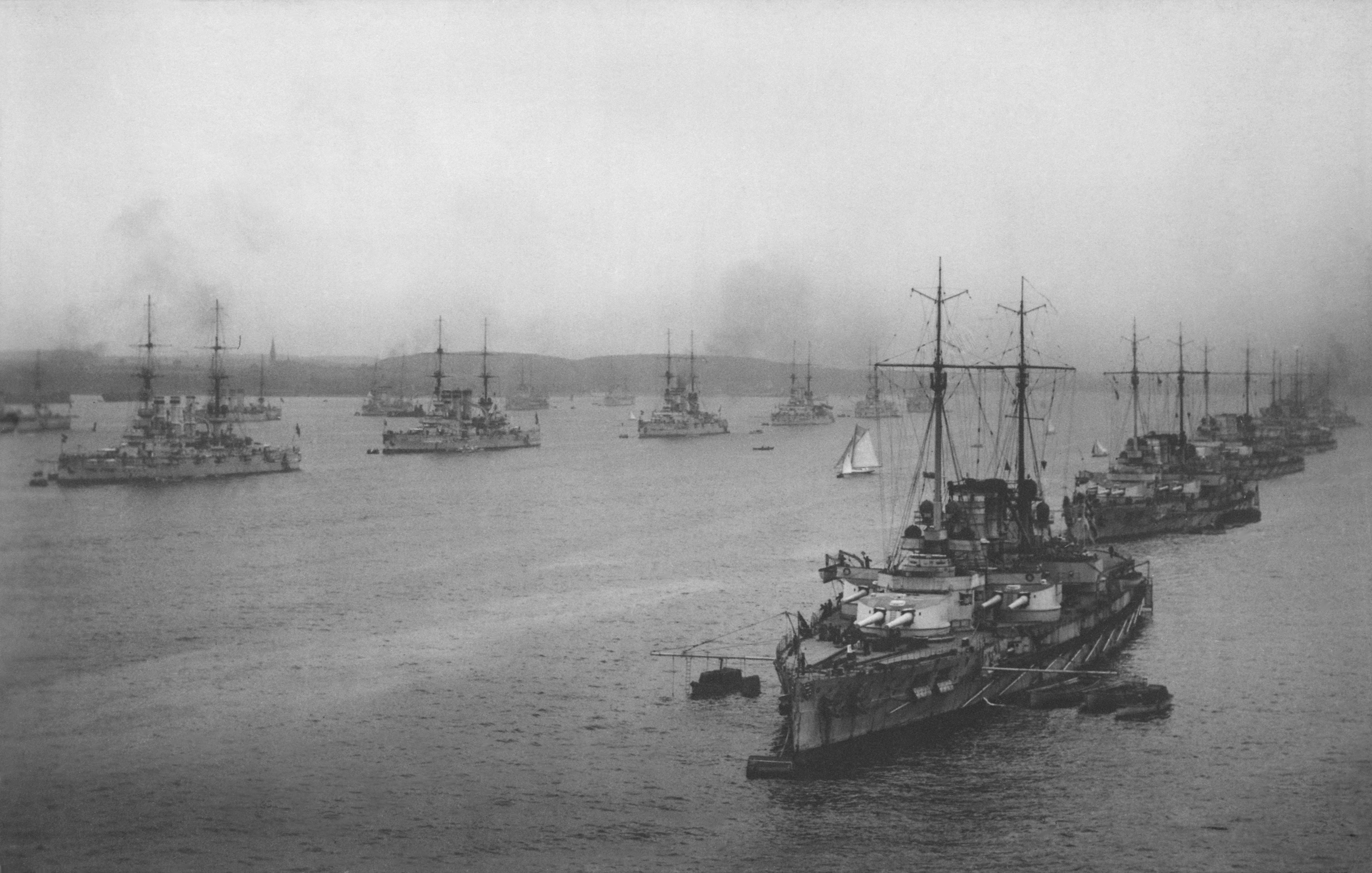
波森号连同第一战列分舰队余部于战争爆发前

波森号是由德意志帝国海军以“巴登代舰”（Ersatz Baden）作为临时代号进行订购，以替代年迈的萨克森级铁甲舰巴登号。它于1907年6月11日开始在基尔的日耳曼尼亚船厂进行龙骨架设。与其姊妹舰拿骚号一样，施工是在绝对保密的情况下进行的；包括船厂及克虏伯等供应建造材料的主承包商，均由军队士兵看守。该舰于1908年12月12日下水。在下水仪式上，由时任波森省最高行政长官的威廉·冯·瓦尔多发表演说；而约翰娜·冯·拉多林，作为时任德国驻法大使胡戈·冯·拉多林的妻子（均来自波森），则主持为舰只命名。初步试航于1910年4月进行，然后于5月完成最终舾装。舰只于5月31日投入公海舰队服役。进一步的海试随即展开，至8月27日结束。总体而言，波森号的建造共花费了德国政府3692万马克。
在1910年8月的海试结束后，波森号离开基尔前往威廉港，至9月7日抵达。由于德国海军长期缺乏受训水兵，许多船员随后被转配至其它舰只。这部分官兵由来自9月20日退役的前无畏舰维特尔斯巴赫号的人员替代。在其入役后，全部四艘拿骚级战列舰组成了一个作战部队，即第一战列分舰队的第二支队，并以波森号为旗舰。
在战争爆发前，波森号曾连同舰队余部参与了多次训练演习。1910年底，舰队于波罗的海进行训练巡航。次年的舰队演习于5月展开；7月则是驶往挪威的年度夏季巡航。舰队于9月在波罗的海举行了另一轮舰队演习，之后是在年底的又一轮。下一年亦是遵循类似的模式，但驶往挪威的夏季巡航因阿加迪尔危机而中断；因此巡航只是驶入了波罗的海。9月的演习是在黑尔戈兰岛对开的北海海域展开；另一项进入波罗的海的冬季巡航则随后在年底进行。1913年及1914年的训练计划恢复正常，夏季巡航得以再度驶往挪威。其中在1914年的巡航中，舰队于7月14日抵达挪威海域，此时距弗朗茨·斐迪南大公在萨拉热窝遇刺后大约两周。可能爆发的战争使得巡航时间被迫缩短，波森号及舰队余部于7月29日返抵威廉港。

### 第一次世界大战
8月4日午夜，英国向德国宣战。波森号及舰队余部在北海实施了几次推进，以支援受海军少将弗朗茲·馮·希佩爾指挥、由大巡洋舰组成的第一侦察集群展开行动。后者将袭击英格兰沿岸城镇，试图诱使英国大舰队抽出部分兵力，进而被公海舰队主力歼灭。首个这样的行动是在1914年12月15－16日炮击斯卡布罗、哈特尔浦及惠特比。12月15日傍晚，十二艘德国无畏舰——包括波森号及其三艘姊妹舰，连同八艘前无畏舰来到距离英国一个孤立分舰队的六艘战列舰约10海里（19）范围内。然而，与对方其它驱逐舰之间在黑暗中的零星冲突使得公海舰队总司令、海军上将腓特烈·馮·英格諾爾误判自己面对的是整个大舰队主力。根据德皇威廉二世的命令，为避免不必要的冒险，英格诺尔中断了交战并调转战列舰返回德国。

#### 里加湾海战
1915年8月，德意志帝国海军试图肃清里加湾，以便德国陆军占领里加。为此，德国策划者打算驱逐或摧毁驻守在当地的俄国海军力量，其中包括前无畏舰光荣号以及若干炮舰和驱逐舰。德国战列舰有几艘扫雷舰随行，它们的任务首先是清除俄国雷区，然后在海湾北部入口布设一系列雷区，以防俄国海军增援部队进入该海域。为实施进攻而集结的德国特遣区舰队包括威斯特法伦号及其三艘姊妹舰，四艘黑尔戈兰级战列舰，以及大巡洋舰塞德利茨号、毛奇号和冯·德·坦恩号。部队受希佩尔指挥，他在此时已晋升为海军中将。八艘战列舰将为与俄国区舰队交战的部队提供掩护。在8月8日爆发的里加湾海战中，德国人的首轮攻势并不顺利，因为清理俄国雷区已耗费相当长的时间，导致布雷艇德国号迟迟无法布设己方的水雷。
8月16日，波森号及拿骚号领衔了第二轮突破海湾防御的尝试，波森号亦成为海军少将埃哈德·施密特的旗舰。两艘无畏舰由四艘小巡洋舰和三十一艘鱼雷艇陪同。在进攻首日，德国人突破了俄国部队的防线，但两艘德国轻型舰艇——扫雷舰T46号和驱逐舰V99号均遭击沉。波森号和拿骚号与两艘俄罗斯炮舰——海狮号和高丽人号交战。海狮号在当日沉没，朝鲜人号则严重受损；虽跛行离开，但延至翌日仍被迫凿沉。17日，波森号携拿骚号与光荣号展开远程对决，结果三次命中俄舰促使其撤离。至8月19日，俄国雷区已被清除，舰队进入海湾，但协约国潜艇在该地区出没的报告则促使德国人于翌日上午取消了行动。希佩尔在事后表示，“在敌方潜艇日益活跃的有限区域内长时间部署有价值的舰艇，并承担相应的损坏和损失风险，无疑是沉溺于一场赌博；这与在从陆地一侧夺取里加之前占领海湾所获得的利益不成比例。”事实上，大巡洋舰毛奇号已于当天早晨被英国潜艇E1号发射的鱼雷击中，尽管只受到轻微的破坏。8月21日，施密特将他的旗帜从波森号降下，解散了特遣编队。

#### 重返北海
至1915年8月底，波森号及公海舰队余部都回到了它们在北海的锚地。下一次行动是9月11－12日进入北海的扫荡，但没有发生任何战斗。舰队的另一次出击随后发生于10月23－24日，同样未遇到任何英国军队。1916年3月4日，波森号、拿骚号、威斯特法伦号及冯·德·坦恩号又受命驶往阿姆鲁姆滩，接回刚从袭击任务中返航的辅助巡洋舰沙鸥号。
另一项波澜不惊的推进于于4月21－22日执行。两天后则展开了一项炮击任务；其中波森号受命对炮击雅茅斯及洛斯托夫特的第一侦察集群提供支援。在这次行动中，大巡洋舰塞德利茨号因不慎触雷而被迫提前返航。而由于能见度差，行动很快被叫停，并在英国舰队尚未及拦截前离开。

#### 日德兰海战

英国（蓝）及德国（红）舰队在1916年5月31－6月1日的调遣图

接替英格诺尔出任公海舰队总司令的海军上将赖因哈德·舍尔计划立即对英国海岸再次发动袭击，然而塞德利茨号的损坏和第三战列分舰队几艘无畏舰的冷凝器故障推迟了计划至5月底。德国战列舰群于5月31日03:30驶离亚德湾。波森号被被编入第一战列分舰队的第二支队，担任支队长、海军少将瓦尔特·恩格尔哈特的旗舰。波森号是支队四艘舰中的第一艘，位列其三艘姊妹舰之前。而第二支队亦是作战序列中最末的无畏舰部队，在其身后仅有第二战列分舰队老迈的前无畏舰。
在17:48至17:52之间，波森号与另外十艘德国战列舰迎向英国第2轻巡洋舰分舰队开火，但射程和能见度不佳影响了有效射击，并很快作罢。此后不久，两艘英国驱逐舰——涅斯托耳号和游牧民号都遭到德国战列线的猛烈攻击。其中波森号以其主炮及副炮持续向涅斯托耳号开火。至18:35，该舰在八艘德国战列舰的联合火力下爆炸沉没。在20:15，德国舰队第二次面对已展开成战斗队形的大舰队，被迫转向离去；在此过程中，德国战列线的序列被颠倒，波森号号成为领头的第四艘舰，位居其三艘姊妹舰之后。
21:20左右，波森号及其姊妹舰开始与英国第3战列巡洋分舰队的战列巡洋舰交战。波森号是第一战列分舰队中唯一能辨认出目标的舰只，对方被识别为战列巡洋舰长公主号和不挠号。波森号于21:28在10,000（11,000碼）的射程内开火，并于21:32取得一次直接命中长公主号和多次跨射命中不挠号；而在21:35停火之前，则有一轮齐射散落在波森号周围。
在大约00:30，德国战列线的领头部队遇到了英国的驱逐舰及巡洋舰。近距离的激烈交火就此展开；包括波森号在内的领头德国战列舰率先向多艘英舰开火。在混乱中，己方的小巡洋舰埃尔宾号径直穿过了德国战列线，与波森号发生碰撞。波森号没有受损，但埃尔宾号的船体穿孔并导致两个轮机舱水浸，不得不停机。两个半小时后，埃尔宾号发现几艘英国驱逐舰接近，其舰长遂下令凿沉舰只。
将近01:00时，德国战列线又与一支由驱逐舰组成的英国区舰队交火。波森号在极近的距离内发现驱逐舰幸运号、鼠海豚号和花环号，遂于800至1,600（870至1,750碼）的射程之间向前两艘舰开火，并造成鼠海豚号严重受损。幸运号也在波森号及其它几艘战列舰的组合炮火下迅速沉没；而此前它发射两枚鱼雷则促使波森号进行规避。在01:25，威斯特法伦号以探照灯照向另一艘英国驱逐舰热忱号并开火；波森号很快加入其中，并在1,000至1,200（1,100至1,300碼）范围取得数次命中。
尽管夜间战斗激烈，公海舰队还是成功突破了英国的驱逐舰群，并于6月1日04:00抵达犄角礁。数小时后，德国舰队又抵达威廉港，波森号和其它几艘第一分舰队的战列舰于锚区外围组成防御阵位。在战斗过程中，波森号共发射了五十三枚280毫米炮、六十四枚150毫米炮和三十二枚88毫米炮。该舰及其船员在敌方的炮火中则毫发无损。
自1917年6月起，海军上校威廉·冯·克罗西克就任波森号舰长；他担当此职位直至1918年战争结束。

#### 远征芬兰

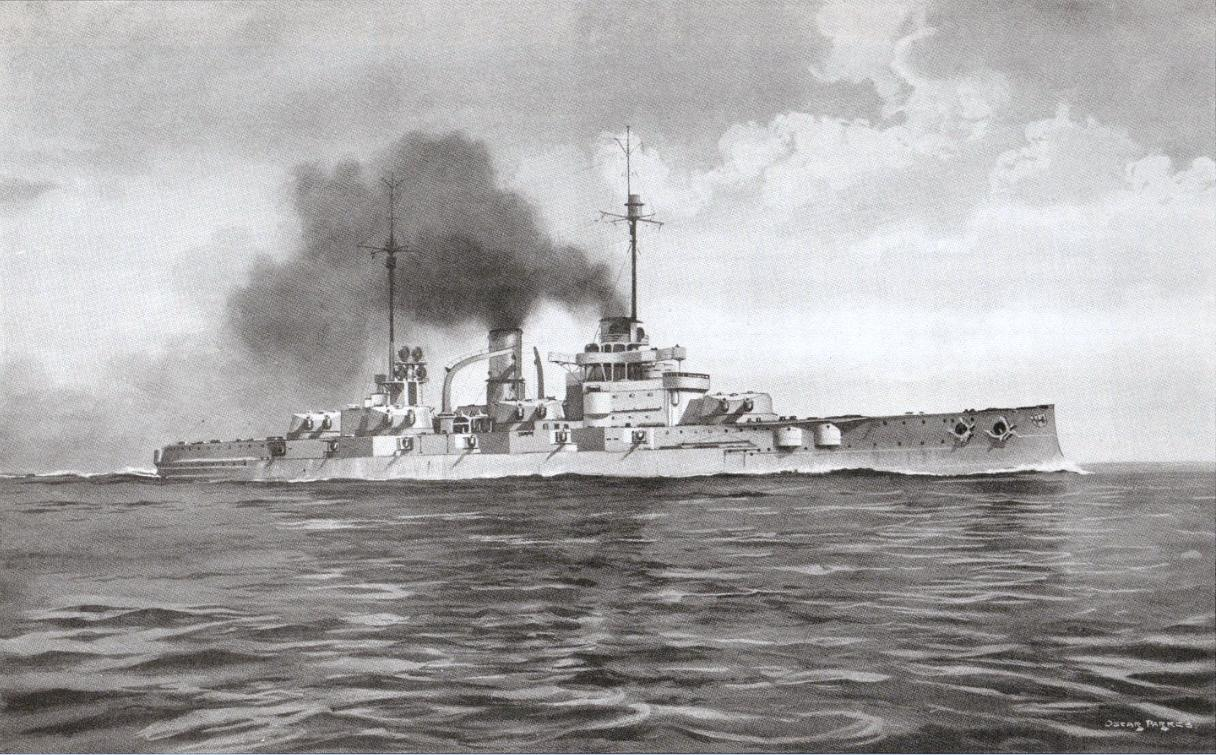
拿骚级战列舰的识别图

1918年2月，德国海军决定派遣一支远征队前往芬兰，以支援部署在当地的德国陆军部队。芬兰当时正爆发内战；其中白卫队寻求一个保守党政权，以摆脱新成立的苏联的影响，而赤卫队则更青睐于苏联式的共产主义。2月23日，波森号的两艘姊妹舰——威斯特法伦号和莱茵兰号被委派为“波罗的海特遣队（Sonderverband Ostsee）”的核心。两艘舰负责运送第14猎兵营，并于2月24日稍早时候离港前往奥兰群岛。奥兰是前线的作战基地，从这里可以确保汉科港的安全。从汉科出发，德国远征队则可直接进攻首都赫尔辛基。3月5日，特遣队于3月5日抵达奥兰群岛，并在那里遇到了瑞典的岸防舰瑞典号、索尔号和奥斯卡二世号。经过谈判后，德国部队于3月7日顺利在奥兰登陆；威斯特法伦号则随即返回了波森号所驻扎在的但泽。
3月31日，波森号及威斯特法伦号离开但泽，并于4月3日抵达鲁萨略岛——这是汉科的外围防线。德国陆军迅速控制了港口。特遣队随后前往赫尔辛基；其中波森号于4月11日驶入赫尔辛基的港湾并让士兵登陆。该舰也组建了一支分遣队于两天后、即4月13日登陆。在行动中，波森号的船员有4人阵亡、12人负伤。从4月18－20日，波森号受命前往洛格斯凯尔，以协助在当地搁浅的莱茵兰号脱困。两天后，波森号在赫尔辛基港湾撞上一具沉船残骸，造成轻微的损伤。4月30日，该舰脱离特遣队。舰只返回德国，于5月3日抵达基尔，并进入当地的旱坞。维修工作一直持续至5月5日。

#### 后续行动
1918年8月11日，波森号、威斯特法伦号、皇帝号和皇后号从威廉港出动，受命支援在泰尔斯海灵岛附近巡逻的鱼雷艇。10月2日，波森号又前往亚德湾的外围锚区，为从佛兰德区舰队归航的U艇提供掩护。波森号还将参加计划于10月30日实施的最终舰队行动。行动的设想是公海舰队的骨干将由威廉港基地出动并不惜一切代价寻找大舰队决战，以图重创英国海军，以改善德国在和平谈判中的议价地位——尽管有预期的伤亡。然而，厌战的水兵发动叛变导致行动被迫取消。为了遏制叛变情绪的蔓延，海军上将希佩尔下令舰队分散。波森号及第一分舰队余部于11月3日被派驻外围锚地，至11月6日才返回威廉港。

### 结局
1918年11月，停战协定生效；根据其条款，在落实《凡尔赛条约》的谈判过程中，公海舰队将有十一艘战列舰及五艘大巡洋舰被扣押至斯卡帕湾的英国海军基地。波森号不在扣押名单之列，而是于12月16日退役。1919年6月21日，为避免被协约国强占，被扣押于斯卡帕湾的船员全数凿沉了己方舰只。结果，波森号及其余留存在德国的战列舰成为了已沉没舰只的替代品。11月5日，波森号从海军序列中除名，随后移交英国支配。该舰于1920年5月13日转运离开；同年11月1日，它在苏格兰法夫的霍克克雷格被冲上岸搁滩。英国人随后将波森号售予了荷兰的拆船商，它于1922年在多德雷赫特拆解报废。